# Oxyopes rufovittatus
Oxyopes rufovittatus är en spindelart som beskrevs av Simon 1886. Oxyopes rufovittatus ingår i släktet Oxyopes och familjen lospindlar.
Artens utbredningsområde är Senegal. Inga underarter finns listade i Catalogue of Life.